# Cochlicopa nitens
Cochlicopa nitens е вид коремоного от семейство Cochlicopidae.

## Разпространение
Видът е разпространен в Австрия, Азербайджан, Армения, Беларус, България, Германия, Грузия, Дания, Естония, Казахстан, Латвия, Литва, Люксембург, Молдова, Нидерландия, Полша, Румъния, Русия, Словакия, Словения, Сърбия, Туркменистан, Украйна, Унгария, Черна гора, Чехия, Швейцария и Швеция.